# Корнюшин Олексій Вадимович
Олексій Вадимович Корнюшин (7 грудня 1962, Київ  — 8 січня 2004, Київ) — український зоолог, малаколог, фахівець з двостулкових молюсків, кандидат біологічних наук (1990). Лауреат премії імені І. І. Шмальгаузена НАН України (2004).
Автор понад 120 наукових праць, значна частина з яких опублікована у найкращих фахових міжнародних журналах. Описав декілька нових для науки видів дрібних прісноводних двостулкових молюсків і кілька надвидових таксонів. Має високі наукометричні показники, станом на 2024 рік: індекс Гірша 9 у Scopus і 19 у Google Scholar.
Син відомого українського паразитолога, професора Вадима Васильовича Корнюшина.

## Біографія
З дитинства цікавився молюсками, ще школярем почав вивчати наземних равликів, протягом 1977-1978 років зібрав колекцію цих тварин у Херсонській області і першу свою наукову статтю за цими матеріалами опублікував у 1980 році у Віснику зоології. У 1979-1984 роках навчався на кафедрі зоології безхребетних біологічного факультету Київського державного університету. Його дипломна робота була написана на тему «Екологічні комплекси наземних молюсків Канівського заповідника, їх зв'язок з рослинними асоціаціями» (1984).
У 1984 році поступив до аспірантури в Інститут зоології імені І. І. Шмальгаузена НАН України, однак тут вже навчався інший аспірант, який займався наземними молюсками, і керівництвом було прийнято рішення змінити тему досліджень О. В. Корнюшина. Він був направлений у цільову аспірантуру в Зоологічний інститут РАН (Санкт-Петербург) під керівництво відомого радянського малаколога Я. І. Старобогатова і перейшов на вивчення дрібних прісноводних двостулкових молюсків. У 1990 році захистив кандидатську дисертацію на тему «Молюски надродини Pisidioidea водойм басейну Дніпра». Після цього працював у відділі фауни та систематики безхребетних Інституту зоології у Києві. Одночасно з цим близько 10 років викладав у Міжнародному Соломоновому університеті на посаді доцента. Також певний час суміщав роботу в Інституті зоології та Зоологічному музеї Національного науково-природничого музею НАН України.
Працював у багатьох країнах Європи, у США та Австралії. Опублікував низку робіт у провідних міжнародних виданнях, що стосувалися дрібних прісноводних молюсків родин Sphaeriidae та Corbiculidae більшості частин планети, був всесвітньо визнаним фахівцем з систематики цих груп. Передчасно помер у віці 41 року 8 січня 2004 року в Інституті зоології.

## Найважливіші наукові праці
- Корнюшин А. В. Двустворчатые моллюски надсемейства Pisidoidea Палеарктики. Фауна, систематика, филогения.  — Киев, 1996.  — 175 с.
- Korniushin A. V. Growth and development of the outer demibranch in freshwater clams (Mollusca, Bivalvia): a comparative study // Annales Zoologici.  — 1996.  — 46.  — P. 111—124.
- Korniushin A. V. Review of the family Sphaeriidae (Mollusca: Bivalvia) of Australia, with description of four new species // Records of the Australian Museum.  — 2000.  — Vol. 52.  — P. 41-102.
- Korniushin A. V. Taxonomic revision of the genus Sphaerium sensu lato in the Palaearctic Region, with some notes on the North American species (Bivalvia: Sphaeriidae) // Archiv für Molluskenkunde.  — 2001.  — 129 (1/2).  — P. 77-122.
- Korniushin A.V., Glaubrecht M. Phylogenetic analysis based on morphology of viviparous freshwater clams of the family Sphaeriidae (Mollusca, Bivalvia, Veneroida) // Zoologica Scripta.  — 2002.  — 31 (5).  — P. 415—459.
- Корнюшин А. В. О видовом составе пресноводных двустворчатых моллюсков Украины и стратегии их охраны // Вестник зоологии.  — 2002.  — 36 (1).  — С. 9-23.
- Korniushin A. V., Glaubrecht M. Novel reproductive modes in freshwater clams: brooding and larval morphology in Southeast Asian taxa of Corbicula (Mollusca, Bivalvia, Corbiculidae) // Acta Zoologica.  — 2003.  — 84. — 293—315.
- Grigorovich I. A., Korniushin A. V., Gray D. K., Duggan I. C., Colautti R. I., MacIsaac H. J. Lake Superior: an invasion coldspot // Hydrobiologia.  — 2003.  — V. 499.  — P. 191—210.
- Korniushin A. V. A revision of some Asian and African freshwater clams assigned to Corbicula fluminalis (Müller, 1774) (Mollusca; Bivalvia: Corbiculidae), with a review of anatomical characters and reproductive features based on museum collections // Hydrobiologia.  — 2004.  — V. 529.  — P. 251—270.
- Корнюшин А. В. Критический анализ современных представлений о филогении многоклеточных животных // Вестник зоологии.  — 2004.  — 38 (1).  — С. 3-18.

## Деякі описані види
- Musculium quirindi Korniushin, 2000 — Австралія
- Odhneripisidium australiense (Korniushin, 2000) — Австралія
- Pisidium centrale Korniushin, 2000 — Австралія
- Pisidium ponderi Korniushin, 2000 — Австралія